# Чекренев, Иван Иванович
Иван Иванович Чекренев (24 февраля 1889 — ?) — фельдфебель-подпрапорщик 6 роты Лейб-гвардии Сапёрного полка, полный кавалер Георгиевского креста.

## Биография
Родился (24 февраля 1889) в Троице-Лесуновской волости, Ряжского уезда, Рязанской губернии. На военной службе (с 1911), старший унтер-офицер 5 сапёрной роты (1914).
Награждён Георгиевскими крестами:
ГК 4 степени: за устройство переправ под огнём противника через реку Ниду у местечка Хробеж и через реку Чёрная у местечка Раков.
ГК 3 степени № 73227: за укрепление позиций и установку проволочного заграждения под сильным огнём противника на участке Лейб-гвардии Преображенского, Семёновского и Егерского полков под городом Ломжей и деревней Добжиялово. За мужество и отличное руководство работами на позиции 1-й Гвардейской пехотной дивизии у города Ломжи, личным примером воодушевлял рабочих в бою (с 13 — 19 мая 1915), у деревни Высокме-Дужи способствовал быстрой установке проволочной сети и рогаток под сильным ружейным и пулемётным огнём.
ГК 2 степени: за бой в Холмскую операцию (июль 1915), за восстановление проволочных заграждений под сильным огнём противника под городом Красноставом у деревни Колония Остров на участке Лейб-гвардии стрелкового полка. 
ГК 1 степени: за укрепление позиций и устройство проволочного заграждения под сильным огнём противника у местечка Сморгони на участке 3-й Гвардейской дивизии. Пожалован императором Николаем II Александровичем на смотру (15.13.1915) в местечке Подволочиск, за боевые отличия. 
Награждён Георгиевской медалью:
4 степени № 59916: за руководство работами при оттеснении противника с позиции у города Люблин в период боёв (с 19 — 02 сентября 1914).